# Malh des Vivèrs
El Malh des Vivèrs és una muntanya de 2.154 metres que es troba al municipi de Naut Aran, a la comarca de la Vall d'Aran.